# Glogovac (Bijeljina)
Pour les articles homonymes, voir Glogovac.
Glogovac (en serbe cyrillique : Глоговац) est un village de Bosnie-Herzégovine. Il est situé sur le territoire de la ville de Bijeljina et dans la république serbe de Bosnie. Selon les premiers résultats du recensement bosnien de 2013, il compte 423 habitants.

## Géographie
Le village est situé sur les bords des rivières Glogovac et Janjica.

## Démographie

### Évolution historique de la population dans la localité
| 1948 | 1953 | 1961 | 1971 | 1981 | 1991 | 2013 |
| ---- | ---- | ---- | ---- | ---- | ---- | ---- |
| 513  | 552  | 579  | 549  | 499  | 436  | 423  |

|  |